# Football Club Internazionale 1916-1917
Questa voce raccoglie le informazioni riguardanti il Football Club Internazionale nelle competizioni ufficiali della stagione 1916-1917.

## Rosa
| N. |                     | Ruolo | Calciatore       |
| -- | ------------------- | ----- | ---------------- |
|    | Italia (bandiera)   | P     | Piero Campelli   |
|    | Italia (bandiera)   | P     | Ugo Chiesa       |
|    | Italia (bandiera)   | P     | Silvio Dal Corso |
|    | Italia (bandiera)   | D     | Angelo Fabbri    |
|    | Italia (bandiera)   | D     | Spada            |
|    | Italia (bandiera)   | D     | Oreste Viganò    |
|    | Uruguay (bandiera)  | C     | Giulio Bavastro  |
|    | Italia (bandiera)   | C     | Mario Corino     |
|    | Italia (bandiera)   | C     | Enrico Crotti    |
|    | Svizzera (bandiera) | C     | Oscar Engler     |

| N. |                     | Ruolo | Calciatore           |
| -- | ------------------- | ----- | -------------------- |
|    | Svizzera (bandiera) | C     | Alfred Peterly       |
|    | Italia (bandiera)   | A     | Ermanno Aebi         |
|    | Italia (bandiera)   | A     | Giuseppe Asti        |
|    | Italia (bandiera)   | A     | Enrico Brega         |
|    | Brasile (bandiera)  | A     | Umberto Gama Malcher |
|    | Italia (bandiera)   | A     | Eugenio Negri        |
|    | Italia (bandiera)   | A     | Protti               |
|    | Italia (bandiera)   | A     | Paolo Scheidler      |
|    | Italia (bandiera)   | A     | Spangaro             |

## Vittorie e piazzamenti
Coppa Regionale Lombarda (26 novembre-16 maggio): 2º nel girone B, va in finale. 2° in finale a pari merito col Legnano.
Campionato di Terza Categoria (31 dicembre-24 giugno): 1º nel girone B, dopo spareggio con la Pro Lissone. È 3° in finale.
Campionato Boys-Coppa Montù (26 novembre-18 marzo): 2° a pari merito col Legnano.

## Fonti e bibliografia
- Archivio della Gazzetta dello Sport, stagione 1916-1917, consultabile presso le Biblioteche:
  - Biblioteca Nazionale Braidense di Milano,
  - Biblioteca Nazionale Centrale di Firenze,
  - Biblioteca Nazionale Centrale di Roma,
  - Biblioteca Civica Berio di Genova.

Libri che hanno pubblicato tabellini e i risultati dei tornei disputati durante la Grande Guerra:
- Almanacco dello Sport - La Guerra e lo Sport 1917 - Edizioni Bemporad, Firenze (conservato dalla Biblioteca Nazionale Braidense di Milano e la Biblioteca Nazionale Centrale di Firenze).
- Almanacco Illustrato del Milan edito da Panini S.p.a., ricerca storica curata da Luigi La Rocca ed Enrico Tosi - Milano, 1999 e 2005 (2 edizioni).
- Un secolo di calcio a Legnano di Carlo Fontanelli e Gianfranco Zottino - Geo Edizioni, Empoli (FI) - novembre 2004.